# 유현주 (가수)
유현주는 대한민국의 가수이며, 현재 삼성그룹에서 근무중이다.

## 학력
- 대원외국어고등학교 중국어과 (졸업)
- 이화여자대학교 중어중문학과 (졸업)
- 한국외국어대학교 통번역대학원 국제회의통번역학과 (졸업)

## 앨범
- 2020.11.30. 힘든 날이면
- 2020 작은 연습실
- 2020 우린 잊고 살아요
- 2020 472 버스
- 2020 마치 비가 오면
- 2020 여름 동화 (With. 제인)
- 2020 그대에게
- 2020 처음이라서
- 2020 겨울이면 생각나는 사람
- 2020 기억할게
- 2020 소년
- 2020 봄바람을 타고